# 是樂園站
是樂園站（音素換寫：S̄t̄hānī lumphi nī，皇家轉寫：Sathani Lumphini，泰語發音：[sā.tʰǎː.nīː lūm.pʰī.nīː]）或譯蓝毗尼车站，是泰国曼谷地铁的一座車站，位於曼谷巴吞旺縣的沙吞路、无线电路與拉玛四路交叉口，站名取自車站附近的是樂園，站碼為LUM。

## 车站构造
本站采用侧式叠式站台，设2个出入口。

### 楼层分布
| U3 月台 | 側式月台，計劃中   | 側式月台，計劃中                 |
| U3 月台 | 1號月台            | BMA （計劃中） 往Chong Nonsi     |
| U3 月台 | 2號月台            | BMA （計劃中） 往Pracha Songkhro |
| U3 月台 | 側式月台，計劃中   |                                  |
| U2 大堂 | 大堂               | 出口、售票機                     |
| G 地面  | 地面               | 巴士站、是樂園擂台、是樂園       |
| B1 大堂 | 大堂               | 1–2號出口、售票機                |
| B2 月台 | 2號月台            | MRT 往島本（孔提）               |
| B2 月台 | 側式月台，右側開門 |                                  |
| B4 月台 | 1號月台            | MRT 往曼瓦（是隆）               |
| B4 月台 | 側式月台，左側開門 |                                  |

## 临近景點
- 是樂园（Lumphini Park）
- 斯洛伐克駐泰國大使館
- 蓝毗尼拳館（Lumphini Boxing Studio）
- 玄龙夜市（Suan Lum Night Plaza）
- 日本駐泰國大使館

## 外部連結
- 曼谷地鐵公司的官方網站
- 曼谷集體運輸系統（架空電車）的官方網站